# Johan Castensson Kropp
Johan Castensson Kropp, född 15 september 1665 i Västerviks församling, Kalmar län, död 19 december 1724 i Furingstads församling, Östergötlands län, var en svensk präst.

## Biografi
Johan Kropp föddes 1665 i Västerviks församling. Han var son till köpmannen Casten Kropp och Catharina Christiansdotter. Kropp studerade i Linköping och blev 12 oktober 1687 student vid Uppsala universitet. Han prästvigdes 26 september 1690 och blev samma år apologist vid Norrköpings trivialskola. Kropp blev 1691 komminister i Norrköpings S:t Johannes församling och 1706 kyrkoherde i Furingstads församling. Han avled 1724 i Furingstads församling och begravdes 22 januari 1725.

### Familj
Kropp gifte sig 6 januari 1695 med Anna Svendotter. De fick tillsammans barnen studenten Anders Nordén (1695–1719), Catharina Nordén (1697–1698), extra ordinarie prästmannen Christian Nordén, Anna Maria Nordén (1700–1703), Johannes Nordén (född 1702), Catharina Maria Nordén (född 1706) som var gift med kanslisten Bengt Schenander i Stockholm. Barnen tog efternamnet Nordén.